# ジョーイ・サンティアゴ
ジョゼフ・アルバート・"ジョーイ"・サンティアゴ（Joseph Alberto "Joey" Santiago、1965年6月10日 - ）はアメリカ合衆国のミュージシャン、作曲家。ロックバンド、ピクシーズのリードギタリストとして知られる。1993年のバンド解散発表後、映画やテレビ番組のスコア編集を務めた。また妻のリンダと共にユニット音楽ユニット、ザ・マルティニスを結成し活動した。

## 人物
1965年、フィリピンのマニラに生まれる。1972年にサンティアゴの家族はアメリカに渡り、ニューヨーク州のヨンカーズに移住する。2年後に一家はマサチューセッツ州ハンプデン郡の町ロングメドウに引っ越し、サンティアゴは9歳でギターを弾き始めた。
1983年の高校卒業後、サンティアゴはマサチューセッツ大学アマースト校に進学する。当時のルームメイトであったブラック・フランシスに出会い、フランシスに自分の好きな音楽を紹介したり一緒にギターを演奏し親交を深めた。後にサンティアゴとフランシスは大学をドロップアウトしボストンに向かい、ピクシーズを結成した。ベーシストにはキム・ディール、ドラマーにはデイヴィッド・ラヴァリングが集まりバンドは1987年にデビューを果たした。1992年にバンドは解散し、1993年にバンド解散が公式に発表された。
サンティアゴはバンド解散の2、3年ほどうつ病を患うが、フランシスのソロ作品に参加するなどして徐々に回復に向かう。その頃妻のリンダ・マラーリと共に音楽ユニットザ・マルティニスを結成し、散発的なライヴ活動を行う。また'90年代中盤からオーディオ編集ソフトウェアを扱い始め、映画やテレビ番組のスコアライター／編集を務めるようになる。その一方でマルティニスでも地道に活動を続けており、2004年に1stアルバム『Smitten』を発表した。同年にピクシーズはオリジナルメンバーでの再結成を発表し、北米やヨーロッパでツアーを行った。2006年にサンティアゴは広告代理店と契約し、CM音楽を作曲するようになる。2011年からピクシーズは活動を活発化させ、2013年から2014年まで3枚のEPを発表し、2014年に約22年半ぶりのアルバム『インディ・シンディ』を発表した。